# Legion of the Damned
Legion of the Damned ist eine 2004 gegründete Death-Metal/Thrash-Metal-Band aus den Niederlanden. Sie ging aus der 1990 gegründeten Band Occult hervor. Die Band ist derzeit bei Napalm Records unter Vertrag.

## Bandgeschichte

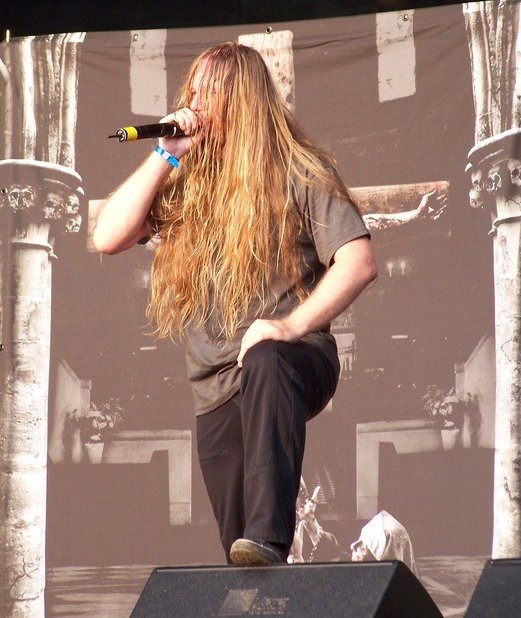
Maurice Swinkels beim Metalcamp 2009

### Gründung undMalevolent Rapture(2004 bis 2006)
Legion of the Damned wurde 2004 in den Niederlanden aus den Mitgliedern der Band Occult gegründet. Die Umbenennung in Legion of the Damned hatte den Grund, dass die Band seit dem Weggang der langjährigen Occult-Sängerin Rachel Heyzers von Seiten der Fans und Medien abgelehnt und ignoriert wurde. Maurice Swinkels galt selbst lange nach der Trennung von Rachel Heyzers nur als „der neue Sänger“ und wurde nie vollends akzeptiert. Mit der Umbenennung änderte sich dies jedoch schlagartig.
Im Jahr 2006 erschien mit Malevolent Rapture das Debüt von Legion of the Damned, welches sehr gelobt wurde und auch als „Best Newcomer“ im Death-/Thrash-Metal-Bereich des Jahres gehandelt wurde. Das Album wurde von Andy Classen produziert und unter dem Label Massacre Records veröffentlicht. Die Aufnahmen zu diesem Album fanden bereits 2005 statt, damals noch unter dem Bandnamen Occult. Swinkels führt den Erfolg auch auf die verbesserte Produktion gegenüber den Occult-Veröffentlichungen zurück: „Man kann das alte OCCULT-Material und dessen Produktionen nicht damit vergleichen, was wir mit Andy Classen erreicht haben“.
Mehrere Tourneen und Festival-Auftritte folgten, unter anderem eine Tour mit Destruction durch die Niederlande sowie Auftritte auf dem Summer Breeze und dem Wacken Open Air. Im April 2006 verließ Bassist Twan Fleuren die Band, er wurde durch Harold Gielen ersetzt.

### Sons of the Jackal,Feel the BladeundCult of the Dead(2007 bis 2008)
Am 5. Januar 2007 erschien das zweite Album Sons of the Jackal, welches wiederum von Andy Classen produziert wurde. Das Album stieg auf Platz 54 in die deutschen Albumcharts ein. In diesem Jahr waren Legion of the Damned unter anderem mit Kreator und Celtic Frost auf Europatournee.
Am 4. Januar 2008 wurde das dritte Studioalbum mit dem Titel Feel the Blade veröffentlicht. Dieses Album ist eine Neuauflage des letzten Occult-Albums Elegy for the Weak. Die limitierte Edition enthält außerdem zwei neue Lieder, ein Pestilence-Cover sowie eine Bonus-DVD. Die Band hatte sich zu dieser Wiederveröffentlichung entschlossen, weil ihrer Meinung nach das Album zu Occult-Zeiten nicht ausreichend vom Plattenlabel unterstützt wurde. Mit nur circa 2.000 verkauften Einheiten blieben die Verkaufszahlen damals hinter den Erwartungen zurück. Feel the Blade konnte sich dagegen in den deutschen Albencharts behaupten und erreichte Platz 70. Außerdem waren Legion of the Damned mit diesem Album erstmals in den österreichischen Charts vertreten; das Album stieg hier auf Platz 64 ein.
Noch Ende desselben Jahres erschien am 19. Dezember 2008 mit Cult of the Dead das dritte reguläre Album der Band. Auch dieses Album wurde von Andy Classen produziert, die Aufnahmen fanden im September 2008 statt. Zuvor wurde am 15. Dezember 2008 ein Video zum Lied Cult of the Dead veröffentlicht. Das Album erreichte Platz 60 in den deutschen Charts. Im Metal Hammer 01/2009 wurde Cult of the Dead zum Album des Monats gekürt. Auch im Rock Hard wurde das Album deutlich gelobt: „Als Thrash-Fan kommt man an "Cult Of The Dead" wohl kaum vorbei.“

### Erste DVD undDescent into Chaos(2010 bis 2011)
Die erste Live-DVD wurde am 23. April 2010 veröffentlicht. Sie sollte ursprünglich den Namen Slaughtering Party.San tragen, da als Hauptteil die Show auf dem Party.San 2008 vorgesehen war. Wegen Problemen bei diesem Auftritt beschloss die Band später, die Aufnahmen vom Summer Breeze 2009 zu verwenden und den Namen zu Slaughtering… zu ändern. Die Aufnahmen vom Party.San 2008 sowie vom Thrash Assault Festival 2008 bilden das Bonusmaterial auf der DVD, zusammen mit verschiedenen Hintergrundberichten und zuvor veröffentlichten Musikvideos.
Am 7. Januar 2011 erschien das Album Descent into Chaos. Es wurde im Gegensatz zu den vorherigen Alben nicht im Studio von Andy Classen aufgenommen. Die Band entschied sich stattdessen für das Abyss Studio von Peter Tägtgren, um „herauszufinden, was ein anderer Produzent […] noch alles herausholen kann.“ Neben der normalen Version wurde Descent into Chaos – wie das vorherige Album – auch als DVD-Digipak mit alternativem Cover veröffentlicht. Diese Version enthält eine Neuaufnahme von Legion of the Damned als Bonustitel, bei dem Tägtgren als Gastsänger mitwirkt.
Im April 2011 gab Gitarrist Richard Ebisch unvermittelt bekannt, dass er Legion of the Damned aus gesundheitlichen Gründen verlassen werde. Ein Ersatz sei zwar noch nicht gefunden, dennoch wolle die Band keinen der kommenden Auftritte ausfallen lassen. Etwa drei Wochen nach seinem Austritt wurde Twan van Geel als Nachfolger genannt. Van Geel sei schon seit Jahren mit Swinkels befreundet und sei daher die erste Wahl gewesen. Am 21. Mai 2011 gab die Band bekannt, dass der frühere Bassist und Freund Twan Fleuren Suizid verübt habe.

## Stil

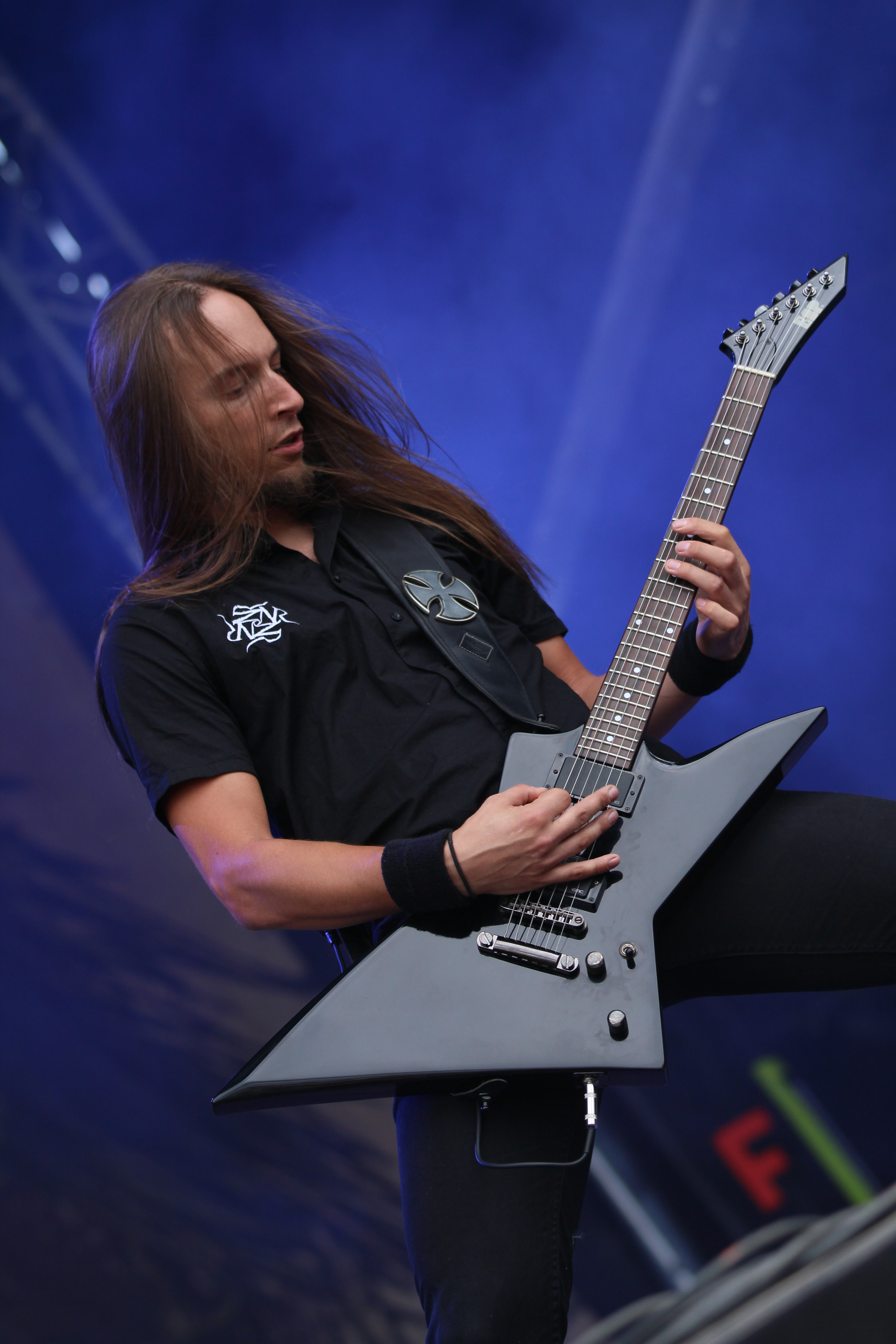
Live-Gitarrist Hein Willekens spielte 2012 bis 2017 mit Legion of the Damned, hier auf dem Rockharz 2014.

Legion of the Damned spielen eine Mischung aus schnellem Thrash Metal und Death Metal, wobei der Thrash-Metal-Anteil laut Maurice Swinkels überwiegt. Die Liedstrukturen sind jedoch simpel gehalten und zeigen wenig Innovation. Die Band wurde daher wiederholt mit Bolt Thrower verglichen und in verschiedenen Reviews sogar als „Bolt Thrower des Thrash Metal“ bezeichnet. Dazu Swinkels:

„Unsere Musik bleibt hängen – sie mag zwar immer gleich klingen, aber wieviele Bands da draußen schaffen es, so simpel zu spielen und immer noch in den Köpfen der Leute zu bleiben?“

Als stilistische Einflüsse gibt Swinkels Bands wie Destruction, Sodom, Slayer und Kreator an. Das Gitarrenspiel von Richard Ebisch ist zudem von den frühen Pestilence-Werken beeinflusst.
Die Stücke von Legion of the Damned besitzen oftmals eine düstere, morbide Atmosphäre und beschäftigen sich mit Themen wie schwarzer Magie (Disturbing the Dead), Krieg (Atomicide, Nuclear Torment) und Gewalt (Feel the Blade). In den Liedtexten finden sich häufig Anspielungen auf das Christentum (Cult of the Dead) und Satanismus (Lucifer Saviour), was besonders auf Cult of the Dead deutlich wird. Auch das Albumcover spiegelt diese Thematik wider: Es zeigt den ans Kreuz geschlagenen Jesus von Nazaret, der von geistlich gekleideten Zombies – dem „Cult of the Dead“ (englisch für Totenkult) – umringt wird. Nach Aussage von Swinkels stellt dieses Album jedoch kein Konzeptalbum dar, sondern besteht aus voneinander unabhängigen Stücken. So wird mit Black Wings of Yog-Sothoth auch der Cthulhu-Mythos thematisiert.
Beim Album Descent into Chaos liegt der thematische Fokus stärker auf Krieg, Terror und Gewalt und weniger auf antichristlichen Motiven. Einige der vertretenen Lieder greifen Themen von vorherigen Alben wieder auf, etwa Repossessed, welches Bezug nimmt auf House of Possession vom Vorgängeralbum. Auch findet sich hier wieder eine Anspielung auf den Cthulhu-Mythos, namentlich im Stück Night of the Sabbath, welches die Gottheit Shub-Niggurath thematisiert. Auf diesem Album wurden die Death-Metal-Anteile gegenüber dem Vorgänger etwas reduziert, stattdessen ist der Thrash Metal stärker vertreten.
Die Liedtexte werden nicht von den Bandmitgliedern verfasst, sondern von Tony, einem Freund der Band. Swinkels sieht darin nichts Ungewöhnliches, da dies von vielen Bands praktiziert werde und ohnehin die Musik gegenüber den Inhalten im Vordergrund stehe. Außerdem kenne er Tony schon seit seiner Kindheit und sei zusammen mit ihm aufgewachsen.

## Bandmitglieder

Legion of the Damned live auf dem Rock unter den Eichen 2024
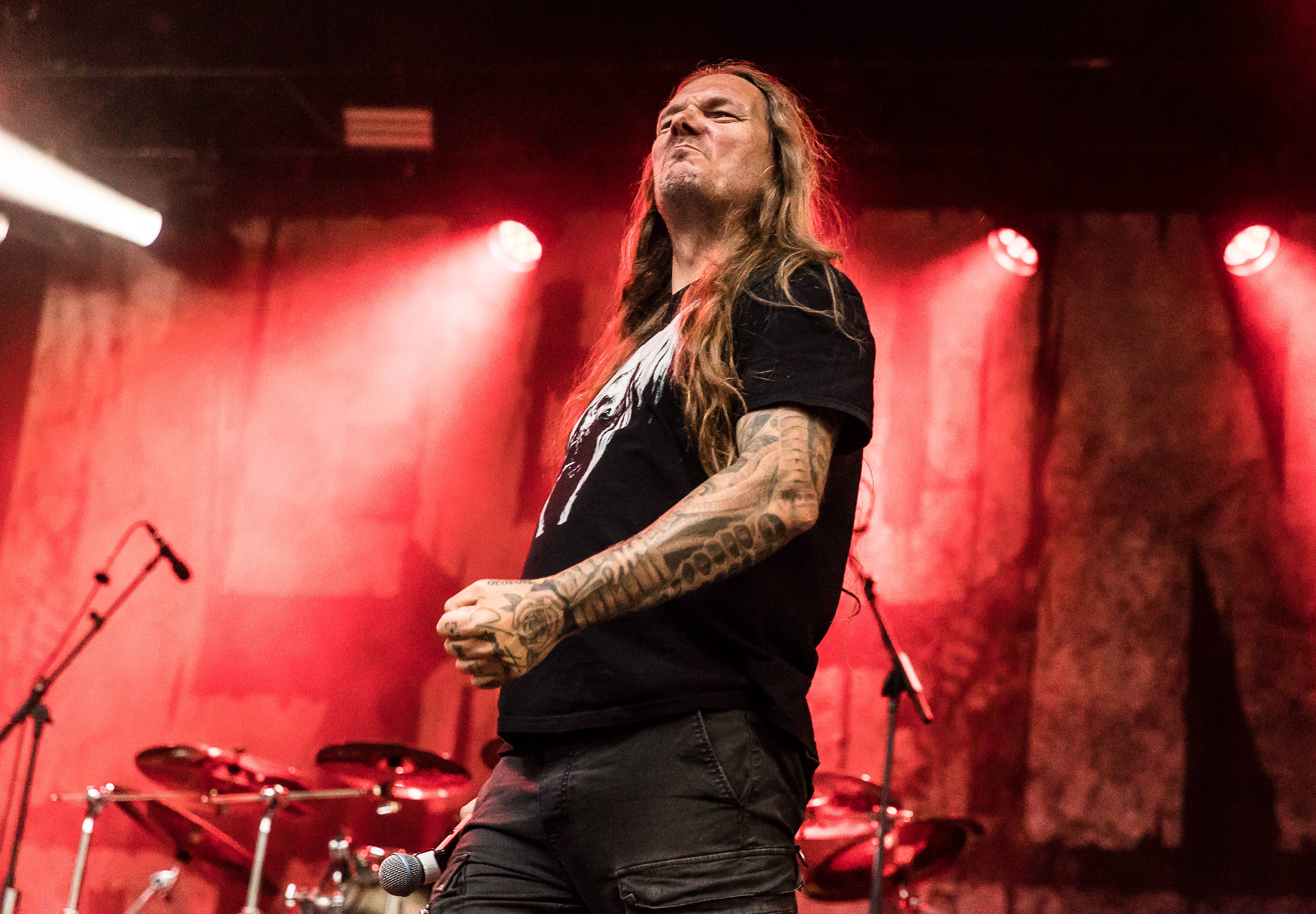
Maurice Swinkels
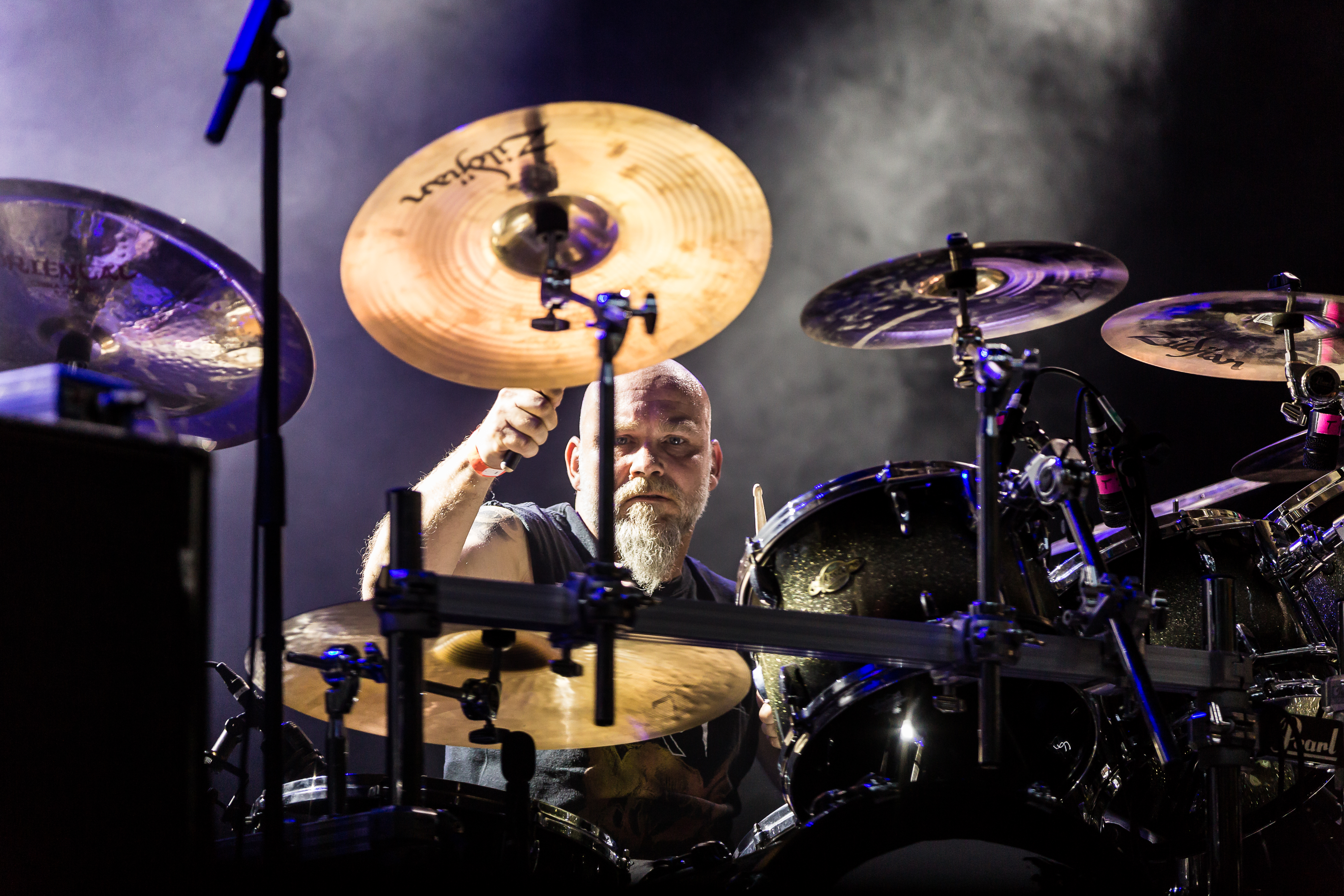
Erik Fleuren
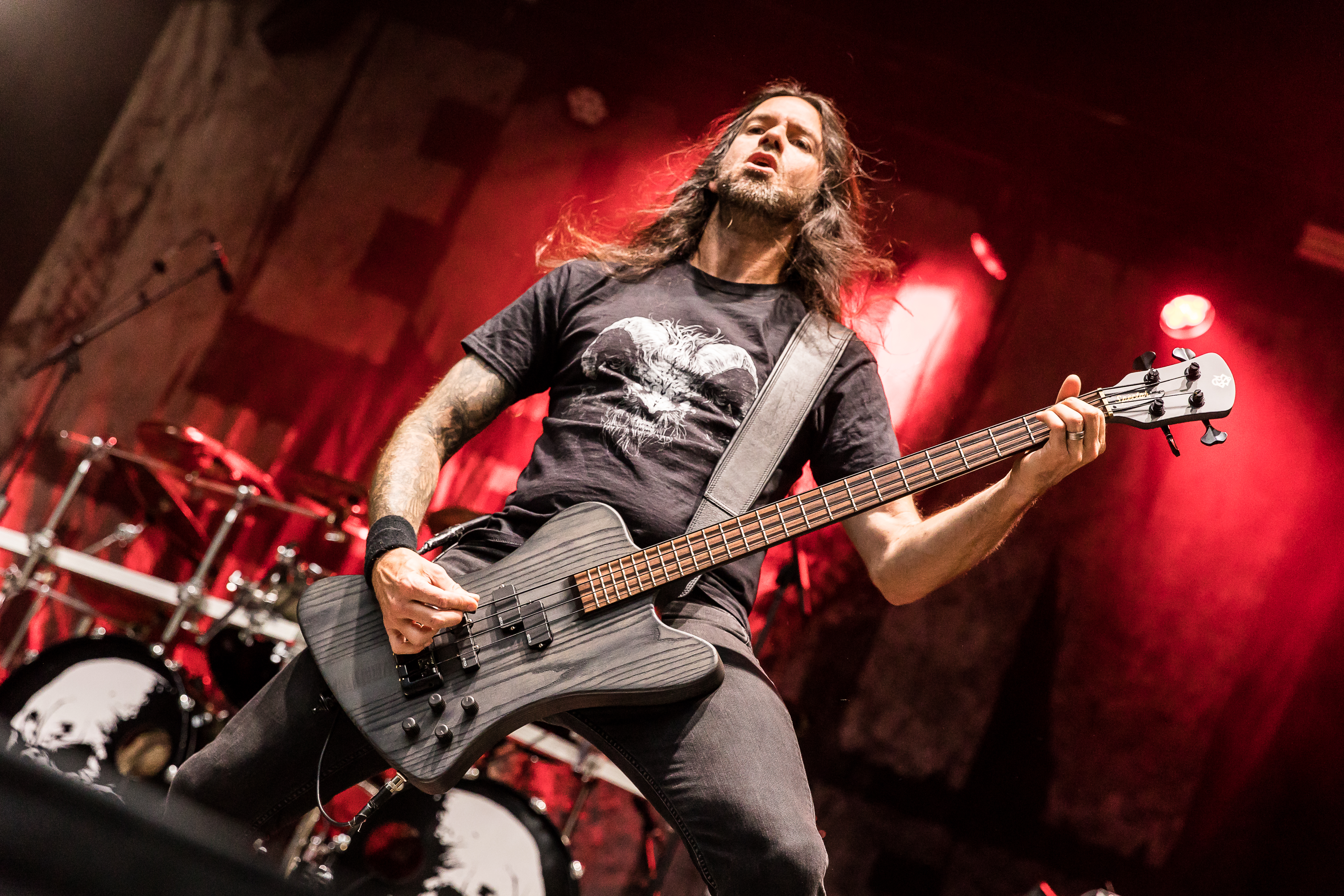
Harold Gielen
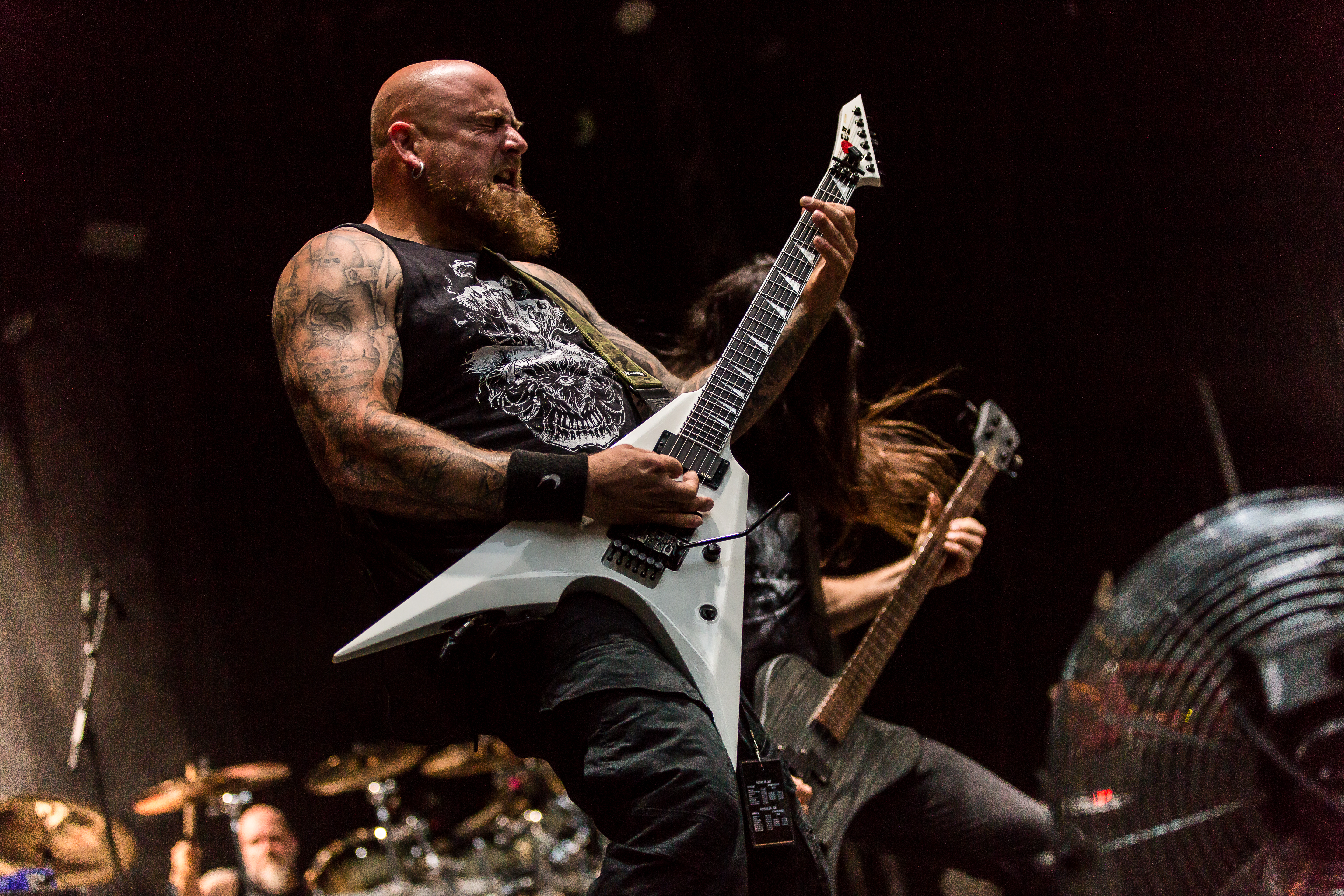
Ruud Strijbosch
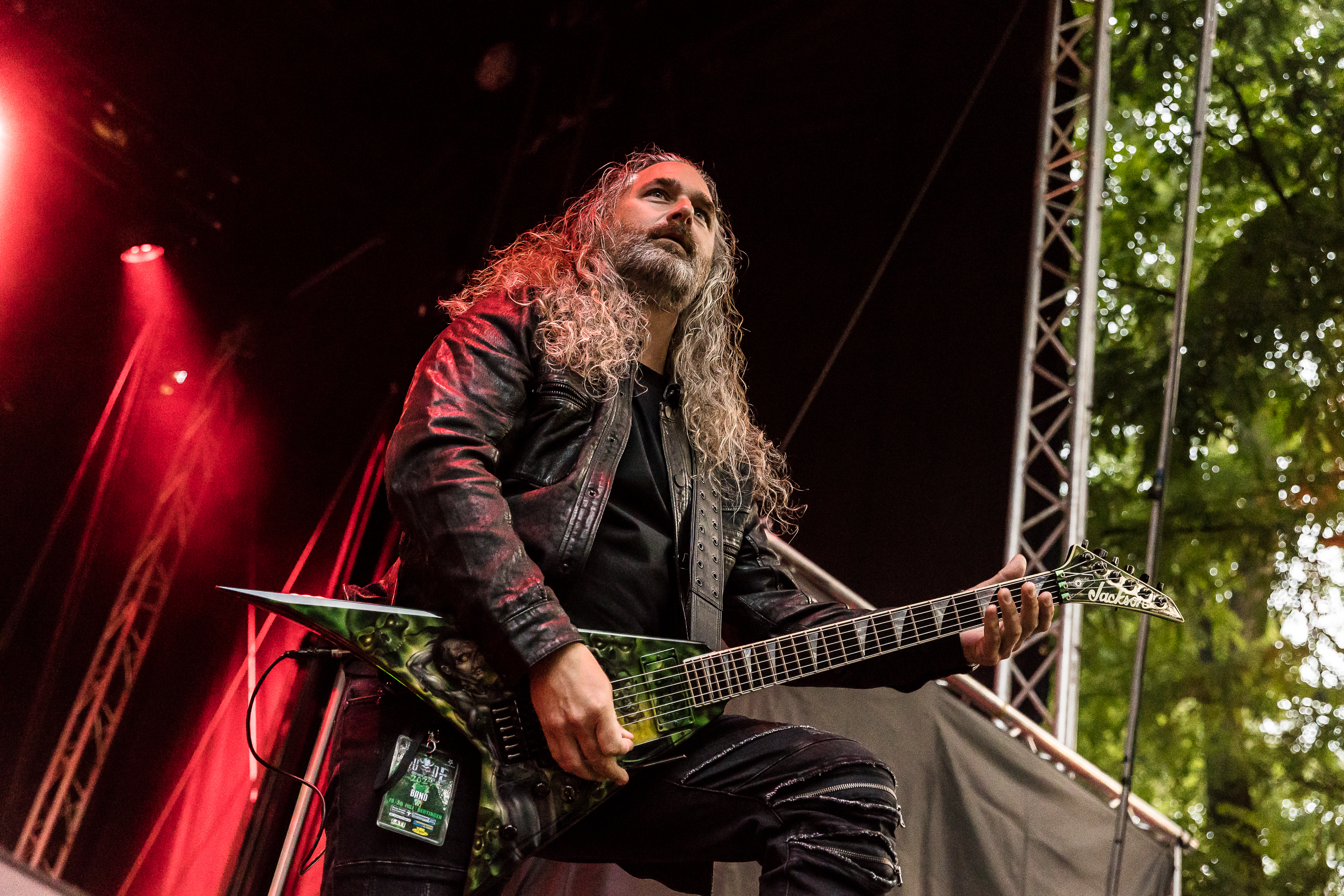
Fabian Verweij

## Diskografie

### Alben
| Jahr | Titel Musiklabel                          | Höchstplatzierung, Gesamtwochen, AuszeichnungChartplatzierungen (Jahr, Titel, Musiklabel, Platzierungen, Wochen, Auszeichnungen, Anmerkungen) | Höchstplatzierung, Gesamtwochen, AuszeichnungChartplatzierungen (Jahr, Titel, Musiklabel, Platzierungen, Wochen, Auszeichnungen, Anmerkungen) | Höchstplatzierung, Gesamtwochen, AuszeichnungChartplatzierungen (Jahr, Titel, Musiklabel, Platzierungen, Wochen, Auszeichnungen, Anmerkungen) | Anmerkungen                                                                  |
| Jahr | Titel Musiklabel                          | DE | AT | CH | Anmerkungen                                                                  |
| ---- | ----------------------------------------- | --- | --- | --- | ---------------------------------------------------------------------------- |
| 2006 | Malevolent Rapture Massacre Records       | — | — | — | Erstveröffentlichung: 6. Januar 2006 Wiederveröffentlicht 2012 mit Bonus-DVD |
| 2007 | Sons of the Jackal Massacre Records       | DE54 (2 Wo.)DE | — | — | Erstveröffentlichung: 5. Januar 2007                                         |
| 2008 | Feel the Blade Massacre Records           | DE70 (1 Wo.)DE | AT64 (2 Wo.)AT | — | Erstveröffentlichung: 4. Januar 2008                                         |
| 2008 | Cult of the Dead Massacre Records         | DE60 (3 Wo.)DE | — | — | Erstveröffentlichung: 19. Dezember 2008                                      |
| 2011 | Descent into Chaos Massacre Records       | DE27 (1 Wo.)DE | AT55 (1 Wo.)AT | — | Erstveröffentlichung: 7. Januar 2011                                         |
| 2014 | Ravenous Plague Napalm Records            | DE21 (1 Wo.)DE | AT64 (1 Wo.)AT | CH83 (1 Wo.)CH | Erstveröffentlichung: 3. Januar 2014                                         |
| 2019 | Slaves of the Shadow Realm Napalm Records | DE17 (2 Wo.)DE | AT46 (1 Wo.)AT | CH55 (1 Wo.)CH | Erstveröffentlichung: 4. Januar 2019                                         |
| 2023 | The Poison Chalice Napalm Records         | DE7 (1 Wo.)DE | AT38 (1 Wo.)AT | CH32 (1 Wo.)CH | Erstveröffentlichung: 26. Mai 2023                                           |

### Livealben
| Jahr | Titel Musiklabel               | Höchstplatzierung, Gesamtwochen, AuszeichnungChartplatzierungen (Jahr, Titel, Musiklabel, Platzierungen, Wochen, Auszeichnungen, Anmerkungen) | Höchstplatzierung, Gesamtwochen, AuszeichnungChartplatzierungen (Jahr, Titel, Musiklabel, Platzierungen, Wochen, Auszeichnungen, Anmerkungen) | Höchstplatzierung, Gesamtwochen, AuszeichnungChartplatzierungen (Jahr, Titel, Musiklabel, Platzierungen, Wochen, Auszeichnungen, Anmerkungen) | Anmerkungen                          |
| Jahr | Titel Musiklabel               | DE | AT | CH | Anmerkungen                          |
| ---- | ------------------------------ | --- | --- | --- | ------------------------------------ |
| 2010 | Slaughtering… Massacre Records | DE68 (1 Wo.)DE | — | — | Erstveröffentlichung: 23. April 2010 |

### Kompilationen
- 2009: Legion of the Damned (Best-of mit Videos, exklusiv für Besucher der Full of Hate Tour 2009)

### Musikvideos
- 2006: Bleed for Me
- 2006: Into the Eye of the Storm
- 2006: Scourging the Crowned King
- 2007: Sepulchral Ghoul
- 2008: Disturbing the Dead
- 2008: Cult of the Dead

### Splits
- 2013: From Flood into Fire/Summon All Hate (mit Kreator)